# Друцэ, Ион Пантелеевич
Ио́н Пантеле́евич Дру́цэ (рум. Ion Druță; 3 сентября 1928, Хородиште, Сорокский уезд, Королевство Румыния — 28 сентября 2023, Москва) — советский и молдавский писатель и драматург.

## Биография
Родился 3 сентября 1928 года в селе Хородиште (ныне Дондюшанский район Молдавии) в крестьянской семье.
Окончил школу лесного хозяйства, работал секретарём сельского совета, в 1947—1951 годах служил в армии. Окончил Высшие литературные курсы литературного института имени А. М. Горького (1957). Член ВЛКСМ 1945—1956.
Писал сначала на румынском, а с 1960 также на русском языке. Приобрёл всесоюзную известность после публикации в русском переводе повести «Листья грусти» (1957, другое название «Георге, вдовий сын»). В 1968 году под давлением постоянной критики со стороны ЦК КП Молдавской ССР переселился в Москву.
Публиковался с 1950 года. В свет вышли сборники его рассказов, повести «Листья грусти» («Frunze de dor»), «Набирание ума-разума», «Последний месяц осени» («Ultima lună de toamnă»), «Хлеб, любовь и мужество», «Возвращение на круги своя», «Недолгий век зелёного листа», романы «Запах спелой айвы» («Mirosul gutuiei coapte»), «Бремя нашей доброты» («Povara bunătăţii noastre»), «Одиночество пастыря» и другие произведения.
В 1967 году за пьесу «Каса Маре», повесть «Последний месяц осени» и роман «Степные баллады» (1-я часть дилогии «Бремя нашей доброты») получил Государственную премию МССР. В 1987 году единогласно избран почётным президентом Союза писателей Молдовы (в 1998 заявил о выходе из Союза).
Почётный член Румынской Академии (1990) и действительный член Академии наук Молдовы (1992). Председатель общества Св. Апостола Павла («Дома Апостола Павла»).
Творчество Иона Друцэ высоко оценивается современниками. Как писал Михай Чимпой: «Своими неотъемлемыми качествами произведения Иона Друцэ… являются выражением духовного и морального сопротивления всему, что подрывает национальное, гуманное, сакральное».

Произведения Друцэ говорят о его любви к Молдавии, особенно к молдавской деревне. Они отличаются глубиной религиозно-этического мировосприятия.
— Вольфганг Казак
В 1990-е годы обратился к религиозной теме, черпая сюжеты и смыслы в евангельской эпохе и создавая образы Иисуса Христа и апостола Павла. Это, в оценке критики, продуктивный «творческий и духовный контакт со Священной книгой» (Евгений Ермолин).
В 2018 году в честь своего 90-летия выступил с юбилейным обращением к читателям.
Скончался 28 сентября 2023 года. Похоронен, согласно завещанию, у «Свечи благодарения» в Сороках.

## Семья
Жена — Эра Самуиловна Росина (1929—2017), дочь еврейского поэта Шмуэла (Самуила Израилевича) Росина (1892—1941), погибшего при обороне Вязьмы. Дочери-близнецы — Ольга (живёт в Израиле) и Татьяна (1958—2011).

## Награды и звания
- Орден Республики (1993)[9]
- Орден «Богдан-Основатель» (8 сентября 2009) — в знак глубокой признательности за особый вклад в национальное возрождение, за заслуги в развитии культурных связей с зарубежными странами и плодотворную деятельность по продвижению имиджа Молдовы на международной арене[10]
- Орден Ленина (18 октября 1988)
- Орден Трудового Красного Знамени (8 июня 1960, 16 ноября 1984)
- Орден Дружбы народов (1 сентября 1978)
- Государственная премия Республики Молдова (25 августа 2008) — за выдающийся вклад в развитие национальной и мировой культуры и литературы[11]
- Государственная премия Молдавской ССР (1967)
- Является обладателем титула «Народный писатель»
- Межгосударственная премия СНГ «Звёзды Содружества» (2015)[12]

## Сочинения
- Избранное: В. 4 т. / Редкол.: В. Бешлягэ и др. — Т. 1. — Кишинёв: Лит. артистикэ, 1986. — 558 с.
- Избранное: В 4 т. / Редкол.: В. Бешлягэ и др. — Т. 2. — Кишинёв: Лит. артистикэ, 1986. — 515 с.
- Избранное: В 2-х т. Переводы / Предисл. В. Кравченко, с. 3-18. — Т. 1. Повести. Рассказы. — М.: Молодая гвардия, 1984. — 542 с.
- Избранное: В 2-х т. Перевод. Т. 2. Романы. / Рис. Ю. Иванова. — М.: Молодая гвардия, 1984. — М.: Молодая гвардия, 1984. — 558 с.
- Избранное. — Т. 2. — Кишинёв: Лит. артистикэ, 1990. — 495 с. ISBN 5-368-00904-6
- Избранное. — Кишинёв: Лит. артистикэ, 1990. — 478 с. ISBN 5-368-00906-2
- Избранное / Вступ. ст. И. С. Циобану. — Кишинёв: Лит. артистикэ, 1989. — 534 с. ISBN 5-368-00903-8
- Избранное: В 4 т. / Редкол.: В. Бешлягэ и др. — Т. 3. — Кишинёв: Лит. артистикэ, 1987. — 559 с.
- Избранное: В 4 т. — Т. 3. — Кишинёв: Hyperion, 1990. — 551 с. ISBN 5-368-00905-4
- Запах спелой айвы. — М.: Галерия, 2013. — 647 с. ISBN 978-5-904170-17-2

### Романы
- Апостол Павел. Христианская эпопея в двух частях. // Континент. — 1999. — № 101. (Биография апостола Павла).
- Бремя нашей доброты (Действие охватывает четыре десятилетия — от конца первой мировой войны до прихода советской власти в Молдавию)
  - Бремя нашей доброты / Пер. с молдав. авт.; Послесл. А. Борщаговского; Ил.: И. Огурцов. — М.: Известия, 1968. — 311 с. (Б-ка «Пятьдесят лет советского романа»).
  - Бремя нашей доброты: Роман : Пер. с молдав. / Послесл. А. Адамовича. — М.: Известия, 1969. — 332 с.
  - Бремя нашей доброты : Роман / Пер. с рус. Э. Пускар. — Таллинн: Ээсти раамат, 1981. — 263 с.
- Друцэ И. Поле души человеческой: Рассказы, повести, романы / Пер. с молд.; Худож. Л. А. Токмаков. — М.: Советский писатель, 1977. — 654 с.
- Белая церковь (Роман из времён Екатерины II, где противопоставляются императрица и молдавская крестьянка, видящая смысл жизни в постройке деревенской церкви)
  - Белая церковь: Роман. — Кишинёв: Лит. артистикэ, 1988. — 334 с. ISBN 5-368-00542-3
  - Белая церковь; Бремя нашей доброты: Романы / Вступ. ст. И. Дедкова. — М.: Художественная литература, 1988. — 463 с. ISBN 5-280-00253-4
  - Белая церковь: Роман. — М.: Художественная литература, 1989. — 528 с. (Б-ка сов. романа). ISBN 5-280-00605-X
  - Белая церковь; Бремя нашей доброты: Романы / Вступ. ст. И. Дедкова. — М.: Художественная литература, 1990. — 543 с. ISBN 5-280-01304-8
- Друцэ И. Одиночество пастыря: Повести, рассказы. — М.: Советский писатель, 1988. — ISBN 5-265-00468-8.
- Степные баллады: Роман / Ил.: А. Гурьев. — М.: Молодая гвардия, 1963. — 208 с.

### Повести
- Возвращение на круги своя: Повести / Пер. с рус. А. Озол-Саксе. — Рига : Лиесма, 1980. — 302 с.
- Георге, вдовий сын: Повесть / Пер. с молдав. М. Отрешко. — М.: Советский писатель, 1958. — 173 с.
- Запах спелой айвы
  - Запах спелой айвы // Юность. — 1973. — № 9.
  - Запах спелой айвы // Возвращение на круги своя: сборник. — М.: Молодая гвардия, 1974.
  - Запах спелой айвы : Роман и повести / Пер. с рус. К. Касымбаев. — Алма-Ата : Жалын, 1981. — 256 с.
- Колокольня: Повести / Худож. Г. Врабие. — Кишинёв: Литература артистикэ, 1984. — 407 с.
- Листья грусти
  - Листья грусти: Повесть и рассказы : Пер. с молдав. / Послесл. И. Питляр; Ил.: А. Пушкарёв. — М.: Художественная литература, 1965. — 319 с.
  - Военные повести: В 2 т. Т. 1: Судьба человека / М. А. Шолохов. Звезда / Э. Г. Казакевич. Третья ракета / В. В. Быков. Записки солдата / И. А. Багмут. Второе «я» Энна Кальма / П. А. Куусберг. Листья грусти / И. П. Друцэ. Лето / П. Толис / Ил.: Н. Серебряков, И. Урманче. — М.: Известия, 1966. — 799 с. (Б-ка «Пятьдесят лет советского романа»).
  - Листья грусти. / Ил.: Н. Самборский. — Кишинёв: Картя молдовеняскэ, 1970. — 203 с.
  - Пьесы советских писателей: В 6 т. Т. 3 / Авт. Зорин, Погодин, Софронов, Алешин, Арбузов, Друцэ, Штейн / Ред. коллегия: Т. Абдумомунов и др.]. — М.: Искусство, 1973. — 423 с.
  - Листья грусти. Повесть: Для сред. и ст. шк. возраста. — Кишинёв: Hyperion, 1990. — 140 с. ISBN 5-368-00711-6
- Недолгий век зелёного листа: Повести и новеллы / Худож. И. Г. Кырму. — Кишинёв: Лит. артистикэ, 1982. — 358 с.
- Повести и рассказы : Пер. с молд. / Предисл. И. Питляра; Иллюстрации Ю. Иванова. — К.: Дніпро, 1986. — 295 с.

### Пьесы
- Именем земли и солнца: Пьесы / Авториз. пер. с молд. М. Хазина; Послесл. Н. Велеховой, с. 385—404 ; Худож. И. Кабаков. — М.: Искусство, 1977. — 405 с.
- Каса маре (1965). (Пьеса, где в центре сюжета судьба молдавской крестьянки, уходит корнями в румынский фольклор.)
  - Каса маре: Драма в 3 д., 10 карт. / Авториз пер. с молдав. И. Хазина. — М.: Отд. распространения драм. произведений ВУОАП, 1960. — 81 л.
- Дойна (1971).
- Птицы нашей молодости (1971).
  - Птицы нашей молодости: Драма в 2 ч. : Пер. с молд. — М.: Искусство, 1973. — 46 с.
- Святая святых: Драма в 2 д. / Отв. ред. М. Медведева. — М.: ВААП, 1976. — 73 л.
- Возвращение на круги своя (1968). (О последних днях Л. Н. Толстого).
  - Возвращение на круги своя // Дружба народов. — 1972. — № 2.
  - Возвращение на круги своя: сборник. — М.: Молодая гвардия, 1974.
- Именем земли и солнца (1978), на основе повести «Запах спелой айвы».
- Обретение (1984).
- Рыжая кобыла с колокольчиком (1986).
- Падение Рима (1996).
- Апостол Павел (1998).
- Последняя любовь Петра Великого. Картины из пьесы (2006).
- Повесть «Возвращение на круги своя» (1970), на основе одноимённой пьесы.

### Рассказы
| - По-молдавски - Пошёл, гнедой, пошёл… - Следы - Клён — он знает своё дело… - Тоска по людям - Рубанка | - Клочок своей земли - Падурянка - Гусачок - Искушение - Тёмные очки в деревне - Сани | - Арионешты - Разговор о погоде - Бадя Чиреш - Одиночество пастыря - Суббота в Назарете - Жертвоприношение |

переводы на русский язык
- Баллада о пяти котятах: рассказ: [для мл. шк. возраста] / худож. А. Хмельницкий. — Кишинёв: Лит. артистикэ, 1988. — 31 с. ISBN 5-368-00559-8
- Голуби в косую линейку: Рассказы / Рис. Н. Афанасьевой. — М.: Детская литература, 1973. — 63 с.
- Ореховый шёпот: Рассказы : Пер. с молдав. — М.: Правда, 1968. — 63 с. (Б-ка «Огонёк» № 23)
- Падурянка: Рассказы : Пер. с молдав. — М.: Советский писатель, 1961. — 169 с.
- Подарки : [Для мл. шк. возраста] / Худож. Э. Килдеску. — Кишинёв : Лит. артистикэ, 1983. — 48 с.
- Последний месяц осени: Рассказ / Пер. авт. — Кишинёв: Картя молдовеняскэ, 1969. — 75 с. (Б-чка молдавского рассказа; № 3).
- Самаритянка: Рассказы. — М.: Правда, 1989. — 45,[2] с. (Б-ка «Огонек», ISSN 0132-2095; N 6).
- Серокрылка: Рассказ: Для старш. дошкольного и младш. школьного возраста / Пер. с молдав. М. Хазина; Ил.: Ф. Хэмурару. — Кишинёв: Картя молдовеняскэ, 1963. — 23 с.
- Сказ о муравье : Рассказ : Для дошкольников и нач. кл. / Ил. И. Северин. — Кишинёв: Лит. артистикэ, 1989. — [28] с. ISBN 5-368-00612-8
- Тоска по людям / Декада молдав. искусства и литературы в Москве. 1960. Николае Антон и шестеро его сыновей. Сани : Рассказы. — Кишинёв: Картя молдовеняскэ, [1959]. — 42 с.
- Человек — твоё первое имя: Рассказы: Пер. с молдав. — Кишинёв: Картя молдовеняскэ, 1960. — 266 с.

### Сценарии
- Ранняя черешня (Флоаре де чиреш): режиссёрский сценарий цветного художественного фильма / Ион Друцэ; режиссёр Г. Комаровский. — Кишинёв: Киностудия «Молдова-фильм», 1957. — 54 с.
- Последний месяц осени: режиссёр В. Дербенёв / Молдова-фильм, 1964.

### Стихи
- Вечный пахарь. Баллада. // Континент. — 2008. — № 137.
- Христианские баллады. // Континент. — 2010. — № 143.